# Miguel Chaiwa
Miguel Changa Chaiwa (ur. 7 czerwca 2004 w Luanshyi) – zambijski piłkarz grający na pozycji defensywnego pomocnika. Od 2022 jest zawodnikiem klubu BSC Young Boys.

## Kariera klubowa
Swoją karierę piłkarską Chaiwa rozpoczął w akademii piłkarskiej Shamuel Academy. W 2022 roku wyjechał do Szwajcarii i został piłkarzem klubu BSC Young Boys. W 2022 roku stał się członkiem pierwszego zespołu, w którym zadebiutował 24 lipca 2022 w zwycięskim 3:0 wyjazdowym meczu z FC Sion. W sezonie 2022/2023 wywalczył z Young Boys mistrzostwo Szwajcarii.

## Kariera reprezentacyjna
W reprezentacji Zambii Changa zadebiutował 18 marca 2022 w przegranym 1:3 towarzyskim meczu z Irakiem, rozegranym w Bagdadzie. W 2024 roku powołano go do kadry na Puchar Narodów Afryki 2023. Rozegrał w nim dwa mecze grupowe: z Tanzanią (1:1) i z Marokiem (0:1).